# Albert Jacquemart
Pour les articles homonymes, voir Jacquemart (homonymie).
Albert Jacquemart (1808-1875) est un écrivain, historien de l'art de la céramique français, et naturaliste. Il est le père du graveur Jules Jacquemart.

## Biographie
Il publia en 1873 son Histoire de la céramique, qui fit référence. Il étudiait dans cet ouvrage la production de la céramique à depuis les origines et à travers le monde. L'ouvrage est traduit la même année en anglais.
Il est aussi connu pour avoir été un collectionneur de premier plan de céramiques orientales ; c'est lui qui a établi la typologie encore utilisée en Occident pour décrire les céramiques chinoises du temps de la dynastie Qing, en classant ces céramiques par « familles », selon leurs émaux. On connaît en particulier la « famille rose », ainsi que la « famille verte ». Cette typologie est inspirée de la classification linnéenne des plantes. Ces termes sont utilisés encore aujourd'hui, non seulement en français, mais aussi en anglais et en allemand.
À sa mort, son ami Adrien Dubouché, homme d'affaires et amateur d'art, racheta sa collection de céramiques orientales à ses héritiers et en fit don au musée de la porcelaine de Limoges, lui apportant ainsi quelque 600 pièces.
Il est inhumé au cimetière du Père-Lachaise (68e division).

## Ses publications
- Flore des dames, botanique à l’usage des dames et des jeunes personnes, par A. Jacquemart, Paris : P.-J. Loss, 1840, 339 p.
- Albert Jacquemart et Edmond Le Blant, Histoire artistique, industrielle et commerciale de la porcelaine :  accompagnée de recherches sur les sujets et emblèmes qui la décorent, les marques & inscriptions qui font reconnaître les fabriques d’où elle sort, les variations de prix qu’ont obtenus les principaux objets connus & les collections où ils sont conservés aujourd’hui, Paris : J. Techener, 1862, 690 p.
- Histoire de la céramique : étude descriptive et raisonnée des poteries de tous les temps et de tous les peuples, ouvrage contenant 200 figures sur bois par H. Catenacci et J. Jacquemart, 12 planches gravées à l'eau-forte par Jules Jacquemart et 1000 marques et monogrammes, Paris : chez Hachette, 1873, 750 p. + 12 p. de pl.
- Histoire du mobilier : recherches et notes sur les objets d'art qui peuvent composer l'ameublement et les collections de l'homme du monde et du curieux; avec une notice sur l'auteur par M. H. Barbet de Jouy ; ouvrage contenant plus de 200 eaux-fortes typographiques procédé Gillot par Jules Jacquemart, Paris : chez Hachette, 1876, IV-665 p.